# Adonis Brichot
Adonis Brichot, né le 19 février 1907 à Maubeuge, mort dans cette ville le 4 juillet 1980, est un homme politique français. Il est député communiste du Nord à l'Assemblée constituante de 1945.

## Biographie
Ajusteur-outilleur, adhérent du Parti communiste français, Adonis Brichot est avant la Seconde Guerre mondiale secrétaire du Syndicat CGTU des métaux de Maubeuge, puis après la réunification syndicale de 1936, secrétaire du Syndicat CGT de la métallurgie du bassin de la Sambre. À ce titre il est reçu en janvier 1937, avec une délégation syndicale, par Léon Blum, pour négocier la fin d'une longue grève de deux mois menée dans ce bassin métallurgique important.
Mobilisé en 1939, il est démobilisé en 1940. À partir de 1943 il œuvre dans la Résistance à l'organisation des milices patriotiques. Après le conflit, ayant repris ses responsabilités, il est candidat aux élections à la première Assemblée constituante, dans la 3e circonscription du Nord sur la liste conduite par Henri Martel. Bien que placé au 4e rang, il est élu. Il siège à l'Assemblée du 21 octobre 1945 jusqu'au 2 juin 1946. En effet, malade, il n'est pas reconduit comme candidat à la deuxième Assemblée constituante, où le PCF perd le 4e siège qu'il avait obtenu dans cette vaste circonscription.